# Лихтенштајн на Летњим олимпијским играма 2024.
Лихтенштајн је учествовао на Летњим олимпијским играма 2024. у Паризу, које се тренутно одржавају. Ово учешће у Паризу означило је његов деветнаести наступ на Летњим олимпијским играма од њеног дебија 1936. године и након бојкота Летњих олимпијских игара 1956. и 1980. године .
Делегацију спортиста Лихтенштајна чинио је један такмичар, бициклиста Романо Пунтенер, који је изједначен за најмању делегацију спортиста једне земље на тим Играма. Пунтенер се квалификовао кроз универзално место које му је дала Светска бициклистичка унија . Био је носилац заставе нације на церемонији отварања . Он се такмичио у мушкој дисциплини у планинском бициклизму и заузео 28. место. 

## Учесници по спортовима
| Спорт      | Мушкарци | Жене | Укупно |
| ---------- | -------- | ---- | ------ |
| Бициклизам | 1        | 0    | 1      |
| 1 спорт    | 1        | 0    | 1      |

## Бициклизам

#### Планински бициклизам
| Бициклиста      | Дисциплина | Време   | Пласман |
| --------------- | ---------- | ------- | ------- |
| Романо Пунтенер | Мушки крос | 1:34:33 | 28      |